# Нікола Матьє
Нікола Матьє(фр. Nicolas Mathieu; 2 червня 1978, Епіналь, Франція) — французький письменник. Лауреат Гонкурівської премії 2018 року за роман «Діти їхні» (фр. Leurs enfants après eux).

## Біографія
Народився Нікола Матьє 2 червня 1978 року у французькому місті Епіналь.
Перший роман письменника про таємницю та злочин вийшов у 2014 році під назвою «Війна тварин» (фр. Aux animaux la guerre). Він був адаптований до 6-серійного телевізійного серіалу кінокомпанією France 3.
У його другому романі «Діти їхні» (фр. Leurs enfants après eux) 2018 року розповідається про невеличке провінційне містечко на сході Франції, що в краю шахтарів і металургів, переживає свої «лихі дев'яності», ознаменовані відходом індустріальної епохи. Це місто спрацьованих батьків та їхніх дітей, які намагаються урвати собі місце в новому житті. Занедбані фабричні стіни, спальні райони, прокурені кафешки, вечірки, багато алкоголю, наркотиків та сексу — ось атмосфера, в якій дорослішають герої цього роману. Кожна сторінка — гімн вічним літнім канікулам. Спека, мотоцикли, гаряче шосе, і ти такий молодий і безсмертний. Чотирнадцятилітній Антоні, як ніхто інший, гостро проживає свою причетність до цього місця — як і потребу вирвати коріння та поїхати з рідного міста.

## Переклади українською
Роман Матьє «Діти їхні» був опублікований українською у 2020 році у Видавництві Старого Лева. Переклала Ірина Славінська.

## Творчість
- 2014 — роман «Війна тварин» (фр. Aux animaux la guerre)
- 2018 — роман «Діти їхні» (фр. Leurs enfants après eux)

## Нагороди та премії
- 2014 — Премія Еркмана-Шатріана (фр. Prix Erckmann-Chatrian) за роман «Війна тварин» (фр. Aux animaux la guerre)[5]
- 2015 — Премія Еркмана-Шатріана (фр. Prix Erckmann-Chatrian) за роман «Війна тварин» (фр. Aux animaux la guerre)[6]
- 2015 — Нагорода Festival du goéland masqué (fr) за роман «Війна тварин» (фр. Aux animaux la guerre)
- 2018 — Гонкурівська премія за роман «Діти їхні» (фр. Leurs enfants après eux)